# Paper Man
Paper Man è un film del 2009 scritto e diretto da Kieran e Michele Mulroney. Gli interpreti principali sono Jeff Daniels ed Emma Stone, con la partecipazione di Ryan Reynolds.

## Trama
Il film racconta l'improbabile amicizia tra Richard, uno scrittore di mezz'età immaturo, e Abby, una diciassettenne che a causa di vari problemi familiari non ha mai vissuto appieno la sua giovinezza. Insicuri e con la paura di decidere della propria vita, entrambi si appoggiano ad amici immaginari. L'amico immaginario di Richard è un supereroe in costume chiamato Captain Excellent, mentre quello di Abby è un timido coetaneo di nome Christopher.
Spinto dalla moglie Claire, Richard si trasferisce per la stagione invernale a Long Island, al fine di superare il suo blocco dello scrittore. Arrivato alla comunità sulla spiaggia incontra la ragazza, che assume come babysitter nonostante non abbia figli. La loro amicizia, nuova e delicata, è scandita dalle zuppe fatte in casa di Abby e i tentativi di Richard di creare origami. Con il tempo la loro bizzarra amicizia cresce, condividendo paure e sogni, fino al momento in cui dovranno abbandonare i loro amici immaginari, decidendo di vivere la loro vita a pieno, contando solo su se stessi.

## Produzione
Il film è stato girato in diverse località, come Long Island, nello stato di New York, e Palisades Park, in New Jersey. Altre riprese sono state effettuate a New York, Toronto e Vancouver.

## Distribuzione
Dopo essere stato presentato in anteprima al Los Angeles Film Festival, i diritti del film sono stati acquistati da MPI Media Group, che ha distribuito la pellicola nel Nord America con un numero limitato di copie a partire dal 23 aprile 2009.